# William Dorsey Swann
William Dorsey Swann, född ca 1858, var en amerikansk HBTQ-aktivist och dragqueen.
Han föddes som slav och var den första personen i USA som ledde en queer aktivistgrupp och den första kända personen som identifierade sig som en "queen of drag".
Under 1880 och 1890-talen arrangerade Swann baler för dragqueens i Washington, D.C. Han arresterades flera gånger i polisattacker.
1896 dömdes han till 10 månader fängelse på falska anklagelser om att driva en bordell. Swann ansökte om (och nekades) en benådning från president Grover Cleveland. Det gör Swann till den tidigaste kända amerikanen att vidta rättsliga och politiska åtgärder för att försvara queeras rätt att samlas utan hot om kriminalisering eller polisvåld.
Swann var vän med Pierce Lafayette och Felix Hall, två män som också varit slavar och det första kända manliga samkönade paret mellan förslavade amerikaner.
Boken The House of Swann (2021) av Channing Joseph handlar om Swann.